# General Mills
General Mills, Inc. és un fabricant i comercialitzador multinacional nord-americà d'aliments consumidors de marca comercialitzats a través de botigues minoristes. Té la seu a Golden Valley, Minnesota, un suburbi de Minneapolis. La companyia comercialitza moltes marques nord-americanes conegudes, com ara farina de medalles d'or, Annie's Homegrown, Betty Crocker, Yoplait, Colombo, Totino's, Pillsbury, Old El Paso, Häagen-Dazs, Cheerios, Trix, Cocoa Puffs i Lucky Charms. La seva cartera de marques inclou més de 89 marques americanes líders i nombrosos líders de categories a tot el món.